# Ханьово (Барутська волость)
Ханьово (рос. Ханёво) — присілок в Новоржевському районі Псковської області Російської Федерації.
Населення становить 7 осіб. Входить до складу муніципального утворення Новоржевська волость.

## Історія
Від 2015 року входить до складу муніципального утворення Новоржевська волость.

## Населення
| 2001 | 2002 | 2010 |
| ---- | ---- | ---- |
| 12   | ↗14  | ↘7   |